# Colom de Tanna
El colom de Tanna (Alopecoenas ferrugineus) és una espècie d'ocell de la família dels colúmbids (Columbidae). Potser extint. Possiblement habitava zones boscoses de l'illa de Tanna, al sud de Vanuatu.